# Одиссей и сирены (картина Дрейпера)
«Улисс и сирены» (англ. Ulysses and the Sirens) — картина британского художника Герберта Джеймса Дрейпера, написанная им в 1909 году маслом на холсте. Её размеры составляют 175,9 на 210 см. Ныне картина хранится в Художественной галерее Ференса в Кингстон-апон-Халле (Англия), которая приобрела её у Дрейпера в 1910 году за 600 фунтов стерлингов. Художник также написал её уменьшенную копию, которая хранится в Художественной галерее Лидса.
Сюжетом для картины Дрейпера послужил эпизод из эпической поэме Гомера «Одиссея», в котором Улисса истязают голоса сирен, хотя в поэме Гомера есть только две сирены, и они остаются на лугу. На картине изображён Улисс, привязанный к мачте и против своей воли увлекаемый соблазнами сирен. Хотя сирены изображались в древнегреческом искусстве как страшные, уродливые существа, Дрейпер поддерживает дух мифа, но не содержание истории, перенося соблазнительность сирен из их песен в видимую форму, изображая сирен как прекрасных русалок, которые атакуют корабль Улисса. Сирены обнажены, и их хвосты исчезают, когда они поднимаются на борт корабля. Слияние сирен Дрейпера с русалками и сексуализация художником этих фигур согласуются с другими произведениями искусства викторианской и эдвардианской эпох. Норвежский социальный теоретик Юн Эльстер использовал название картины Дрейпера в качестве названия для своей книги 1979 года о рациональности и предварении.